# 大考 (電視劇)
《大考》（英語：The Examination for Everyone）是一部2022年中国大陆当代都市电视剧。製片人是冯微微、導演是沈严、艺术总监是申捷，由陈宝国、王千源、李庚希、胡先煦、荣梓杉领衔主演。讲述了身处中国大陆的高三学生、教育工作者、学生家长等在疫情期间和洪灾双重考验下，最后学生参加中国大陆高考的故事。
2022年9月21日在央视一套、东方卫视、浙江卫视播出，并在爱奇艺、腾讯视频、优酷、芒果TV网络同步播出。該剧是中国共产党内的中宣部、國家廣播電視总局“礼赞新时代 奋进新征程”优秀电视剧展播作品，也是中国共产党主办的庆祝该党派“迎接党的二十大”主题电视剧重点项目。

## 播出时间
| 频道/平台                          | 所在地   | 播出日期                                              | 播出时间                                        | 备注                                                                  |
| ---------------------------------- | -------- | ----------------------------------------------------- | ----------------------------------------------- | --------------------------------------------------------------------- |
| CCTV-1、央视频                     | 中国大陆 | 2022年9月21日-2022年10月16日                          | 通常为周一至周五19:40（港澳版）/20:05（内地版） | 大部分时间仅播出1集，仅10月7日为2集连播                               |
| 爱奇艺、腾讯视频、优酷视频、芒果TV | 中国大陆 | 2022年9月21日-2022年10月16日                          | 与央视一套播出当日同步上线                      | [ 2 ]                                                                 |
| 东方卫视、浙江卫视                 | 中国大陆 | 2022年9月21日-2022年10月17日（浙江）/10月18日（东方） | 19:30                                           | 东方剧场/中国蓝剧场（黄金档） 大部分时间仅播出1集，仅10月8日为2集连播 |
| 北京卫视                           | 中国大陆 | 2022年10月18日-2022年10月29日                         | 19:30                                           | 品质剧场（黄金档），一般为2集连播                                     |
| 安徽卫视                           | 中国大陆 | 2022年10月23日-2022年11月4日                          | 19:30                                           | 海豚第一剧场（黄金档），一般为2集连播                                 |
| 河北卫视                           | 中国大陆 | 2022年11月2日-2022年11月12日                          | 19:30                                           | 黄金剧场，2集连播                                                     |
| CCTV-8                             | 中国大陆 | 2023年2月15日-2023年2月19日                           | 00:03                                           | 深夜剧场，5集连播                                                     |
| 港台电视31                         | 香港     | 2022年10月17日-2022年11月15日                         | 周一至周五14:00                                 | 下午时段，播出1集（國劇時段）                                         |

## 剧情简介
2020年春节前夕，一场突如其来的疫情打乱了金和县高三学生的学习生活，也由此展开了“大考”的序幕。剧集主要聚焦高考生家庭的经历：田雯雯（李庚希饰）与自己在外地打工的父母有隔阂；周博文（胡先煦饰）要帮父亲戒掉网瘾；梦想艺考的吴家俊（荣梓杉饰）遭到母亲反对；贫困生高铭宇（徐一航饰）缺乏网课条件，得每天跋山涉水几公里下山上课。经过全县人民的共同努力，疫情终于得到控制，学生们迎来復课，积极备战高考，学生们和家长、老师的矛盾也逐渐消解。但在高考当日，一场洪灾令全县的高考再次停摆，有关部门及时启动高考副题，在社会各界和当地教育系统的共同努力之下，所有考生如期完成高考。在抗击疫情和洪灾的大考中，他们交出了优秀的答卷。

## 演员列表

### 领衔主演
| 演員   | 角色   | 简介 |
| ------ | ------ | --- |
| 陈宝国 | 史爱华 | 金和县第四中學（下稱四中）校长，王本中的老师和岳父                                                                              |
| 王千源 | 王本中 | 金和县第一中學（下稱一中）校长，史爱华的学生和女婿，其任職醫護人員的妻子，即史愛華的女兒在2003年SARS疫情期间去世                |
| 李庚希 | 田雯雯 | 四中高三一班学生，是一名独自在家乡备考的“留守”高考生 其父母带着小女儿在武汉打工；从小一直与奶奶相依为命，后来奶奶去世便独自生活 |
| 胡先煦 | 周博文 | 四中高三一班学生，从入学就一直成绩优异，是名副其实的学霸                                                                        |
| 荣梓杉 | 吴家俊 | 四中高三一班学生，田雯雯和周博文的好朋友 其学习成绩优秀，喜爱绘画，拟报考艺术类大学，成为一名原画师，但遭到母亲董碧华的反对     |

### 主要／其他演员
| 演員   | 角色     | 简介                                                                                         |
| ------ | -------- | -------------------------------------------------------------------------------------------- |
| 郭涛   | 秦建国   | 金和县教育局局长，秦司遥的父亲                                                               |
| 梁静   | 董碧华   | 吴家俊的母亲，酒店经理                                                                       |
| 颜丙燕 | 赵珊     | 周博文的母亲，从事经营早餐店生意，是周家的支柱                                               |
| 王骁   | 周美仁   | 周博文的父亲，网瘾中年，嗜好为在家打游戏，对儿子的学习不管不问，反而常常因为不上进被儿子教育 |
| 曹曦文 | 关悦     | 田雯雯的母亲，在武汉从事批发生意                                                             |
| 蓝盈莹 | 李晓旭   | 四中年轻教师                                                                                 |
| 翟小兴 | 吴广胜   | 吴家俊的父亲，金和縣民警                                                                     |
| 张瑞涵 | 田祥云   | 田雯雯的父亲，在武汉从事批发生意，疫情期间参与志愿工作，接送医护工作人员往返                 |
| 荣飞   | 潘大龙   | 潘小宣的父亲，科技企業家，王本中的同學                                                       |
| 李添诺 | 童老师   | 一中教師                                                                                     |
| 王宥钧 | 杨然     | 王倩的男朋友，金和縣醫院護士                                                                 |
| 柯宇   | 王倩     | 王本中的女儿，史愛華的外孫女，金和縣醫院護士，医护工作者，疫情期间支援武汉                   |
| 刘思辰 | 田霏霏   | 田雯雯的妹妺                                                                                 |
| 付风男 | 张兆业   | 一中教師                                                                                     |
| 郑伟   | 潘小宣   | 潘大龍儿子，富二代，一中的高三學生                                                           |
| 徐一航 | 高铭宇   | 高家贫困生，一中的高三學生                                                                   |
| 秦焰   | 高爷爷   | 高铭宇的祖父                                                                                 |
| 王瑞欣 | 秦司遥   | 秦建国的女儿，四中的高三学生                                                                 |
| 李倩   | 邱芬     |                                                                                              |
| 王晴   | 于阿姨   | 居委會委員                                                                                   |
| 刘之冰 | 省委领导 |                                                                                              |
| 岳红   | 郑女士   | 史爱华的妻子                                                                                 |
| 李野萍 | 吴奶奶   | 吴家俊的奶奶                                                                                 |
| 王菁华 | 秦太太   | 秦建国的妻子                                                                                 |
| 胡亚捷 | 顾总     |                                                                                              |
| 侯凯文 | 金小山   |                                                                                              |
| 肖彦博 | 徐振东   |                                                                                              |
| 王铖   | 陈书记   |                                                                                              |
| 易照博 | 钱总     |                                                                                              |
| 徐铁人 | 张工     |                                                                                              |
| 王奎   | 小张     |                                                                                              |
| 彭博   | 家长     |                                                                                              |
| 王嘉禾 | 小惠     |                                                                                              |
| 方嘉梁 | 程军     |                                                                                              |

## 制作与花絮

### 选题与剧名
据该剧导演沈严及国家广播电视总局电视剧司司长高长力在座谈会上的介绍，该剧的创作灵感来源于2020年7月高考结束后在媒体上广泛传播的照片，内容为长沙市一中考场外一个女孩兴奋地跑出来跳了一字马，由此想到了高考选题，认为“是对我们国家方方面面的一次大考，具有深刻含义”。而沈严已有多年没有写过教育题材的作品，于是便有了再次创作教育题材作品的想法。而剧名“大考”不仅寓意孩子和家庭的大考，也是学校、甚至整个社会的大考，尤其是剧中叙述的时间点2020年，当地的孩子们不仅经历了疫情，还经历了洪灾。沈严认为，这一场大考包含整个社会机制的应对等方面，是一个包容并蓄的命题。

### 制作流程
2021年11月16日，国家广播电视总局召开“我们的新时代”主题电视剧重点项目推进会，会上公布该剧列入广电总局“我们的新时代”主题电视剧重点项目。
2022年3月8日，黄山市市长孙勇与爱奇艺公司副总裁、《大考》制片人冯微微，安徽广播电视台华星传媒投资有限公司总经理张东辉等举行工作会谈，就《大考》拍摄相关工作进行交流讨论。孙勇表示，黄山市将成立由相关部门组成的工作专班，换言之该剧将在安徽省黄山市歙县取景拍摄。拍摄期间，剧组进行了大量的调研、收集大量素材，同时为了反季节拍摄时场景的真实性，在大剧组成立前开始了前期镜头储备。6月18日，该剧正式杀青。

### 花絮
据上海《文汇报》报道，该剧以现实主义笔触，再现特殊时期的高考纪实以及普通人所面临的生活转轨，还将安徽歙县洪灾导致高考延期的真实事件融入其中；全剧以高考为多棱镜，勾勒当代中国家庭的众生相，也在学生、家长、老师的人物群像中折射出诸如学习观念差异、代际理念冲突等社会议题。而本剧中的金和县一中和金和县四中的教学风格不同。金和县一中校长王本中秉承“铁血”管理方针，以住校生居多；金和县四中走读学生居多，校长史爱华是王本中的岳父，但他更倾向于寓教于乐的教学理念。
根据导演沈严的说法，该剧真正的主角不仅是老师、学生、家长等角色，而且是中国人的一种精神，希望通过剧中的人物和故事，“把中国文化的传统、当今时代的精神真实地传递到观众心里”。

## 反响与评价
该剧首播后，不少网民在视频网站上发布弹幕，内容有“燃”“泪目”等。而全剧真实、平实、朴实的艺术风格获得观众的好评，让“难忘”“太真实了”“多像我当年”等成为观众评价的高频词。《人民日报海外版》评论称，尽管全剧没有聚焦医护工作者，但通过一个县城、两所中学、几户人家、一群师生的应考故事，表现疫情之下全体中国人的命运与共。澎湃新闻评论认为，该剧虽然讲的只是金和县几个普通小家庭的故事，但折射出的是宏大的时代精神和家国情怀。上海《文汇报》评论表示，全剧展现出“爱与希望的中国人的大爱”，同时也是一代又一代以勇气、奋斗去搏击未来的年轻人的无畏。

### 奖项
| 年度   | 頒獎典禮                 | 獎項           | 提名／得奖者 | 結果 |
| ------ | ------------------------ | -------------- | ------------ | ---- |
| 2023年 | 第28届上海电视节白玉兰奖 | 最佳中国电视剧 | 《大考》     | 提名 |
| 2024年 | 第34届电视剧飞天奖       | 优秀电视剧奖   | 《大考》     | 提名 |

## 收视率
截至2022年10月下旬，本剧回看用户规模连续两周位列黄金时段电视剧第一位，在爱奇艺站内电视剧飙升榜、剧情榜均为第一位。据央视索福瑞63测量仪城市数据统计，该剧全集平均收视率达到0.9%，平均收视份额4.3%。爱奇艺、腾讯、优酷、芒果TV等站内热度均有较好表现。
| 中国大陆 CCTV-1／东方卫视 ／浙江卫视 首播收视率 （CSM63） |                |                                                      |                                                      |                                                      | | | | | | |                                                                   |
| 集數                                                      | 播出日期       | CCTV-1                                               | CCTV-1                                               | CCTV-1                                               | 东方卫视 | 东方卫视 | 东方卫视 | 浙江卫视 | 浙江卫视 | 浙江卫视 | 備註                                                              |
| 集數                                                      | 播出日期       | 收視率                                               | 收視份額                                             | 排名                                                 | 收視率 | 收視份額 | 排名 | 收視率 | 收視份額 | 排名 | 備註                                                              |
| 1                                                         | 2022年9月21日  | 0.493                                                | 2.480                                                | 6                                                    | 0.259 | 1.607 | 13 | 1.946 | 12.141 | 1 | 开播                                                              |
| 2-3（2）                                                  | 2022年9月22日  | 0.617                                                | 2.885                                                | 6                                                    | 0.256 | 1.142 | 15 | 1.254 | 5.621 | 3 |                                                                   |
| -（3）                                                    | 2022年9月23日  | 因播出《2022年中国农民丰收节晚会》暂停播出           | 因播出《2022年中国农民丰收节晚会》暂停播出           | 因播出《2022年中国农民丰收节晚会》暂停播出           | 0.269 | 1.130 | 13 | 1.695 | 7.430 | 2 |                                                                   |
| -                                                         | 2022年9月24日  | 按惯例本时段不播出本剧（当晚播出《典籍里的中国II》） | 按惯例本时段不播出本剧（当晚播出《典籍里的中国II》） | 按惯例本时段不播出本剧（当晚播出《典籍里的中国II》） | 当晚播出《勇者无惧》，同时追随央视安排，不播出本剧                                                            | 当晚播出《勇者无惧》，同时追随央视安排，不播出本剧                                                            | 当晚播出《勇者无惧》，同时追随央视安排，不播出本剧                                                            | 当晚播出《她们的名字》，同时追随央视安排，不播出本剧                                                          | 当晚播出《她们的名字》，同时追随央视安排，不播出本剧                                                          | 当晚播出《她们的名字》，同时追随央视安排，不播出本剧                                                          | CCTV-8《亲爱的生命》完结                                          |
| 4                                                         | 2022年9月25日  | 0.481                                                | 2.305                                                | 7                                                    | 当晚播出《勇者无惧》，不播出本剧                                                                              | 当晚播出《勇者无惧》，不播出本剧                                                                              | 当晚播出《勇者无惧》，不播出本剧                                                                              | 当晚播出《她们的名字》，不播出本剧                                                                            | 当晚播出《她们的名字》，不播出本剧                                                                            | 当晚播出《她们的名字》，不播出本剧                                                                            | CCTV-8《胡同》开播 东方、北京《勇者无惧》、江苏《简言的夏冬》完结 |
| 5（4）                                                    | 2022年9月26日  | 0.528                                                | 2.818                                                | 7                                                    | 0.562 | 2.561 | 4 | 1.362 | 6.224 | 3 | 北京、江苏《沸腾人生》开播                                        |
| 6（5）                                                    | 2022年9月27日  | 0.483                                                | 2.514                                                | 6                                                    | 0.455 | 2.090 | 9 | 1.313 | 6.049 | 3 | 浙江《她们的名字》完结                                            |
| -（6）                                                    | 2022年9月28日  | 因播出《不负绿水青山木里矿区纪实》暂停播出           | 因播出《不负绿水青山木里矿区纪实》暂停播出           | 因播出《不负绿水青山木里矿区纪实》暂停播出           | 0.702 | 3.221 | 5 | 1.337 | 6.116 | 2 |                                                                   |
| 7                                                         | 2022年9月29日  | 0.550                                                | 2.754                                                | 4                                                    | 当晚均暂停播出，改播精彩回顾（分别以《东方大看点》及《好看中国蓝》名义）                                      | 当晚均暂停播出，改播精彩回顾（分别以《东方大看点》及《好看中国蓝》名义）                                      | 当晚均暂停播出，改播精彩回顾（分别以《东方大看点》及《好看中国蓝》名义）                                      | 当晚均暂停播出，改播精彩回顾（分别以《东方大看点》及《好看中国蓝》名义）                                      | 当晚均暂停播出，改播精彩回顾（分别以《东方大看点》及《好看中国蓝》名义）                                      | 当晚均暂停播出，改播精彩回顾（分别以《东方大看点》及《好看中国蓝》名义）                                      |                                                                   |
| 8（7）                                                    | 2022年9月30日  | 0.419                                                | 1.848                                                | 6                                                    | 0.756 | 3.069 | 5 | 2.244 | 9.145 | 1 | 当晚CCTV-1播出专题片《锻造雄师向复兴》，故仅播出一集              |
| -（8）                                                    | 2022年10月1日  | 因播出国庆特别节目暂停播出                           | 因播出国庆特别节目暂停播出                           | 因播出国庆特别节目暂停播出                           | 0.696 | 2.939 | 4 | 1.851 | 7.843 | 1 |                                                                   |
| 9                                                         | 2022年10月2日  | 0.467                                                | 2.177                                                | 4                                                    | 当晚均暂停播出，改播精彩回顾（分别以《东方大看点》及《好看中国蓝》名义） 东方卫视之后播出《新纪实》纪录片时段 | 当晚均暂停播出，改播精彩回顾（分别以《东方大看点》及《好看中国蓝》名义） 东方卫视之后播出《新纪实》纪录片时段 | 当晚均暂停播出，改播精彩回顾（分别以《东方大看点》及《好看中国蓝》名义） 东方卫视之后播出《新纪实》纪录片时段 | 当晚均暂停播出，改播精彩回顾（分别以《东方大看点》及《好看中国蓝》名义） 东方卫视之后播出《新纪实》纪录片时段 | 当晚均暂停播出，改播精彩回顾（分别以《东方大看点》及《好看中国蓝》名义） 东方卫视之后播出《新纪实》纪录片时段 | 当晚均暂停播出，改播精彩回顾（分别以《东方大看点》及《好看中国蓝》名义） 东方卫视之后播出《新纪实》纪录片时段 |                                                                   |
| 10（9）                                                   | 2022年10月3日  | 0.415                                                | 1.980                                                | 6                                                    | 0.608 | 2.591 | 5 | 1.986 | 8.485 | 2 |                                                                   |
| 11（10）                                                  | 2022年10月4日  | 0.509                                                | 2.688                                                | 6                                                    | 0.594 | 2.566 | 5 | 1.548 | 6.684 | 2 |                                                                   |
| 12（11）                                                  | 2022年10月5日  | 0.509                                                | 2.521                                                | 6                                                    | 0.652 | 2.746 | 5 | 1.729 | 7.270 | 2 |                                                                   |
| 13（12）                                                  | 2022年10月6日  | 0.491                                                | 2.233                                                | 6                                                    | 0.728 | 3.022 | 5 | 1.670 | 6.924 | 2 | CCTV-8《胡同》完结                                                |
| 14-15（13）                                               | 2022年10月7日  | 0.587                                                | 2.592                                                | 3                                                    | 0.565 | 2.306 | 4 | 1.689 | 6.897 | 1 | CCTV-8《大山的女儿》二轮播出                                      |
| 16（14-15）                                               | 2022年10月8日  | 0.544                                                | 2.581                                                | 5                                                    | 0.561 | 2.272 | 4 | 1.701 | 6.904 | 1 |                                                                   |
| 17（16）                                                  | 2022年10月9日  | 0.491                                                | 2.370                                                | 5                                                    | 0.730 | 2.986 | 3 | 1.524 | 6.230 | 1 |                                                                   |
| 18（17）                                                  | 2022年10月10日 | 0.664                                                | 3.391                                                | 7                                                    | 0.695 | 3.527 | 6 | 1.415 | 11.420 | 非黄金时段播出，故排名不适用                                                                                  | 当晚《我们这十年》开播（浙江、东方、江苏、广东）                  |
| 19（18）                                                  | 2022年10月11日 | 0.653                                                | 3.34                                                 | 7                                                    | 1.294 | 5.46 | 3 | 1.672 | 7.09 | 2 |                                                                   |
| 20（东方19）                                              | 2022年10月12日 | 0.622                                                | 3.171                                                | 7                                                    | 0.671 | 3.124 | 6 | 因播出《中国共产党为什么能》第十八季暂停播出                                                                  | 因播出《中国共产党为什么能》第十八季暂停播出                                                                  | 因播出《中国共产党为什么能》第十八季暂停播出                                                                  |                                                                   |
| -（东方20）                                               | 2022年10月13日 | 因播出《那山那海》暂停播出                           | 因播出《那山那海》暂停播出                           | 因播出《那山那海》暂停播出                           | 0.620 | 3.963 | 6 | 因播出中共二十大特别节目暂停播出                                                                              | 因播出中共二十大特别节目暂停播出                                                                              | 因播出中共二十大特别节目暂停播出                                                                              | CCTV-1《那山那海》开播 当晚《新闻联播》播出超时                   |
| -                                                         | 2022年10月14日 | 因播出《党课开讲啦》暂停播出                         | 因播出《党课开讲啦》暂停播出                         | 因播出《党课开讲啦》暂停播出                         | 因播出《我们这十年》及其他节目暂停播出                                                                        | | | | | |                                                                   |
| 21                                                        | 2022年10月15日 | 0.638                                                | 3.212                                                | 6                                                    | 因播出《我们这十年》及其他节目暂停播出                                                                        | | | | | |                                                                   |
| 22                                                        | 2022年10月16日 | 0.817                                                | 3.935                                                | 5                                                    | 因播出《我们这十年》及其他节目暂停播出                                                                        | CCTV-1完结 当日中共二十大会议召开                                                                             | | | | |                                                                   |
| -（东方21、浙江21-22）                                    | 2022年10月17日 | 已完结                                               | 已完结                                               | 已完结                                               | 0.817 | 3.935 | 5 | 未公布收视数据                                                                                                | 北京《沸腾人生》完结                                                                                          | |                                                                   |
| -（东方22）                                               | 2022年10月18日 | 已完结                                               | 已完结                                               | 已完结                                               | 0.666 | 3.962 | 5 | 已完结 | 本剧在北京卫视开播                                                                                            | |                                                                   |

1. 同时段或交叉时段主要节目：

- CCTV-1：《那山那海》
- CCTV-8：《亲爱的生命》/《胡同》/《大山的女儿》
- 湖南：《底线》
- 东方：《勇者无惧》/《我们这十年》
- 浙江：《她们的名字》/《我们这十年》
- 江苏：《简言的夏冬》/《沸腾人生》/《我们这十年》
- 北京：《勇者无惧》/《沸腾人生》/本剧

1. 数据由广视索福瑞提供，调查范围为四岁以上之观众。
2. 以上收视排名包括央视在内。标括号的为东方、浙江对应播出的集数；因应中共二十大会议召开影响，各频道推出特别版面，部分集数顺延至非黄金档播出，故收视资料没有收录。
3. 资料来源：卫视小露電、卫视这些事儿、TV未知数

| 中国大陆 CCTV-1 首播收视率 （CVB） |      |                                |        |          |      |
| 集數                               | 週數 | 播出日期                       | 收视率 | 收视份额 | 排名 |
| 1-3                                | 1    | 2022年9月21日－2022年9月23日   | 1.156  | 4.950    | 2    |
| 4-8                                | 2    | 2022年9月24日－2022年9月30日   | 1.019  | 4.483    | 2    |
| 9-15                               | 3    | 2022年10月1日－2022年10月7日   | 1.066  | 4.541    | 2    |
| 16-20                              | 4    | 2022年10月8日－2022年10月15日  | 1.108  | 4.870    | 1    |
| 21-22                              | 5    | 2022年10月15日－2022年10月16日 | 1.532  | 6.511    | 2    |

1. 数据由国家广播电视总局提供。
2. 以上收视排名包括央视在内。

| 中国大陆 东方卫视 首播收视率 （CVB） |      |                                |        |          |      |
| 集數                                 | 週數 | 播出日期                       | 收视率 | 收视份额 | 排名 |
| 1-3                                  | 1    | 2022年9月21日－2022年9月23日   | 0.487  | 2.118    | 6    |
| 4-7                                  | 2    | 2022年9月24日－2022年9月30日   | 0.353  | 1.442    | 9    |
| 8-13                                 | 3    | 2022年10月1日－2022年10月7日   | 0.348  | 1.350    | 6    |
| 14-20                                | 4    | 2022年10月8日－2022年10月14日  | 0.327  | 1.353    | 9    |
| 21-22                                | 5    | 2022年10月17日－2022年10月18日 | 0.305  | 1.494    | 8    |

1. 数据由国家广播电视总局提供。
2. 以上收视排名包括央视在内。